# Gérald Frydman
Pour les articles homonymes, voir Frydman.
Gérald Frydman, né le 4 octobre 1942 à Bruxelles (province de Brabant), est un réalisateur de cinéma d'animation et scénariste de bande dessinée belge.

## Biographie
Gérald Frydman naît le 4 octobre 1942 à Bruxelles.
Passionné par le cinéma, le jeune Gérald Frydman fréquente les salles de quartier, inspiré par la lecture de François Truffaut dans Arts et Spectacles et les premiers Cahiers du cinéma.
Nourri de westerns, de films noirs et de comédies musicales, il intègre l’Institut des arts de diffusion pour étudier la mise en scène de cinéma, tout en travaillant comme assistant d’André Cavens sur son long métrage Il y a un train toutes les heures. Il continue son apprentissage comme assistant caméra, électro et comme monteur, notamment du court métrage Jam Obsession du même André Cavens.
Quand il termine ses études, le cinéma belge est pratiquement inexistant. Avec un autre débutant, Richard Olivier, il se lance dans le roman-photo, réalisant et photographiant des photoromans scénarisés par Richard Olivier.
Olivier et Frydman inventent aussi une formule de « photoroman-vérité » qu’ils appliquent au sport et aux variétés pour les magazines Humo, Sport 68, Televizier... Ils créent des strips photographiques pour les journaux, gags visuels en photos, qu'ils adaptent en films pour les télévisions belge et française (L'Omenscope, Au risque de vous plaire de Jean-Christophe Averty). Un de ces films en photos animées est primé au festival de La Louvière en 1969 : L’Argent, réalisé avec l’animateur Yvan Lemaire.
Le tandem se sépare en 1970 : Richard Olivier réalise son premier court métrage de fiction et écrit sa première pièce de théâtre, tandis que Gérald Frydman s’oriente vers la bande dessinée et le dessin animé.
Pour Le Journal de Spirou, Gérald Frydman réalise des portraits humoristiques de dessinateurs en vogue : Tillieux, Gos, Goossens, Mazel, Berck, Cauvin, etc., en intégrant les photos des dessinateurs dans leurs bandes dessinées. Il scénarise également de 1981 à 1983 le western féminin Jessie Jane illustré par Luc Mazel et réédité en 2017 aux éditions Dupuis.
Avec cette technique, il réalise son premier film, Scarabus, un court métrage d'animation de photos mises en scène dans des décors qu’il dessine. Primé au Festival international du film d'animation d'Annecy en 1971 comme meilleure Première Œuvre, primé ensuite dans plusieurs festivals internationaux, dont Melbourne et New-York, Scarabus est choisi parmi une centaine de courts métrages par l'équipe de Providence pour accompagner en France le film d'Alain Resnais.
Avec l’animateur Vivian Miessen (qui signe « Touïs »), il propose à René Goscinny une bande dessinée intitulée Sergent Laterreur, publiée pendant trois ans dans le journal Pilote, entre 1971 et 1973. La nouveauté du graphisme vaut à Touïs d'obtenir le prix Phoenix, tandis que les scénarios obtiennent le prix Saint-Michel du meilleur scénario satirique. La réédition de l'album à L'Association reçoit le prix du patrimoine au Festival d’Angoulême en 2007.
Entre 1971 et 1991, Gérald Frydman écrit et réalise six autres courts métrages d'animation, dont quatre sélectionnés à Cannes dans la compétition officielle et il reçoit une Palme d'or du court métrage pour Le Cheval de fer en 1984.
En 1976, il crée la maison de production Scarfilm.
En 1981, il crée l’atelier de production Alfred, consacré au cinéma de fiction de divertissement, dont la particularité est d’écrire et réaliser des films avec des amateurs. L'Atelier Alfred compte à son actif une douzaine de comédies, courts et moyens métrages diffusés en salles de cinéma et en télévision, et le long métrage J’ai eu dur !, avec Stéphane Steeman et douze comédiens de la scène comique belge.

### Vie privée
Gérald Frydman demeure à Bruxelles.

## Œuvre

### Filmographie
Sauf indication contraire, les informations mentionnées dans cette section peuvent être confirmées par la base de données cinématographiques IMDb,  présente dans la section « Liens externes ».
- 1972 : Scarabus[6], 13 min
- 1973 : Flap Flap Flap
- 1976 : Agulana[13], 15 min, Prix du jury Festival de Cannes 1976[14]
- 1981 : L'Immortel
- 1981 : Alephah[15], 12 min
- 1982 : Last Cut[16], 12 min
- 1983 : La Photographie[17]
- 1984 : That's all Folks
- 1984 : Le Cheval de fer[18], 7 min, Palme d'or du court métrage au Festival de Cannes 1984[19]
- 1987 : La Planète noire
- 1987 : Les Mystères de l'agence K[20], 26 min
- 1989 : Les Bonnes Manières
- 1990 : VVVVVVV!
- 1991 : Les Effaceurs[21], 7 min
- 1993 : Ce soir je rentre à Braine-l'Alleud[22]
- 1996 : J'ai eu dur ![12], 92 min
- 2000 : Arthur Masson, l'homme qui écrivait des livres[23] (documentaire)
- 2003 : La Séquence Silverstein[24] (court-métrage, 10 min)
- 2009 : Mauvaise erreur[25] (court-métrage 7 min, producteur)
- 2010 : Divin, 7 min
- 2011 : Une Dernière Fois[26] (court-métrage, producteur)
- 2014 : Repas de famille[27] (long-métrage, producteur)
- 2018 : Confession[28] (court-métrage, producteur).

### Albums de bande dessinée
- Jessie Jane (dessin), avec Mazel (dessin), Laurent Carpentier et Vittorio Leonardo (couleurs), MC Productions :

1. Flirt à la winchester, mai 1988.  (ISBN 2-907143-03-4)
2. Le Shérif aux 4 étoiles, octobre 1988  (ISBN 9782877640060).

- Int. L'Intégrale, Dupuis, coll. « Patrimoine », Marcinelle, 1 septembre 2017
Scénario : Gérald Frydman - Dessin : Mazel - Couleurs : quadrichromie -  (ISBN 978-2-8001-7062-6)
- Sergent Laterreur, Dessin : Touïs, L'Association, 2006  (ISBN 2-8441-4171-4).

## Prix
- 1972 :  Grand prix du Festival international du film de Melbourne pour Scarabus[8] ;
- 1974 :  prix Saint-Michel du meilleur scénario satirique pour Sergent Laterreur[29] ;
- 1976 :  prix du jury du Festival de Cannes du meilleur court métrage pour Agulana[8] ;
- 1984 :  Palme d'or du court métrage pour Le Cheval de fer au festival de Cannes, partagé avec Pierre Levie[8] ;
- 2007 :  prix du patrimoine au Festival international de la bande dessinée d'Angoulême pour Sergent Laterreur[10].

### Podcasts
- Émission numéro 75 Gérald Frydman - Michel de Bom - Frank Pé émission Eclectrique présentée par Romain Pierre Giergen, sur 48FM via Mixcloud, 2017, (1 h 32 min 36 s).

### Vidéographie
- Entretien filmé sur Dailymotion